# Матрична РНК

мРНК, що синтезується та дозріває під час транскрипції та процесингу з гену, і передає інформацію під час трансляції у структуру білка

Ма́трична рибонуклеї́нова кислота́ (мРНК, менше-вживаний синонім — інформаційна РНК або іРНК) — тип РНК, що відповідає за перенесення інформації про первинну структуру білків від ДНК до місць синтезу білків.

## Загальний опис
мРНК синтезується на матриці ДНК в ході процесу транскрипції, після чого, у свою чергу, використовується в ході трансляції як матриця для синтезу білків. Тим самим мРНК грає важливу роль в експресії («прояві») генів.
Довжина типової зрілої мРНК складає від кількох сотень до кількох тисяч нуклеотидів. Щонайдовші мРНК відмічені у (+)оц РНК-вмісних вірусів, наприклад пікорнавірусів, проте слід пам'ятати, що у цих вірусів мРНК утворює весь їхній геном. ДНК нерідко порівнють з кресленнями для виготовлення білків. Розвиваючи цю інженерно-виробничу аналогію, можна сказати, що, якщо ДНК — це повний набір креслень для виготовлення білків, що знаходиться на зберіганні в сейфі директора заводу, то мРНК — тимчасова робоча копія креслення, що видається в складальний цех.
Гіпотеза про значення РНК в синтезі білків була висловлена Торбйорном Касперсоном (Torbjörn Caspersson) на основі досліджень 1937–1939 років, в результаті яких було показано, що клітини, що активно синтезують білки, містять велику кількість РНК. Підтвердження гіпотези було отримане Юбером Шантреном (Hubert Chantrenne).

## «Життєвий цикл» мРНК
Життєвий цикл молекули мРНК починається транскрипцією і завершується деградацією. Молекула мРНК протягом свого життя може бути також оброблена і «відредагована» перед трансляцією. Еукаріотичні молекули мРНК часто вимагають складної обробки (процесингу) і транспортування, тоді як прокаріотичні молекули мРНК зазвичай цього не вимагають.

### Транскрипція
Транскрипцією називають процес копіювання генетичної інформації з ДНК на мРНК. Він здійснюється ферментом РНК-полімеразою, що «розплітає» подвійну спіраль ДНК і будує, згідно з принципом комплементарності, копію ділянки ДНК на основі одного з ланцюжків подвійної спіралі. Цей процес як у еукаріотів, так і у прокаріотів організований однаково. Основна відмінність між про- і еукаріотами полягає в тому, що у еукаріотів РНК-полімераза під час транскрипції асоціюється з мРНК-оброблювальними ферментами, тому у них процесинг мРНК і транскрипція можуть проходити одночасно. Короткоіснуючі необроблені або частково оброблені продукти транскрипції називаються передвісниками мРНК або пре-мРНК, після повного завершення процесингу — зрілою мРНК.

### Процесинг еукаріотичної пре-мРНК
Тоді як мРНК прокаріотів (бактерій і архей), за рідкісними виключеннями, відразу готові до трансляції і більше не вимагають ніяких змін, еукаріотичні пре-мРНК вимагають значного процесингу. У процесі сплайсингу з пре-мРНК видаляються інтрони, на 5'-кінець додається кеп, на 3'-кінець додається поліаденіновий хвіст.

#### Сплайсинг

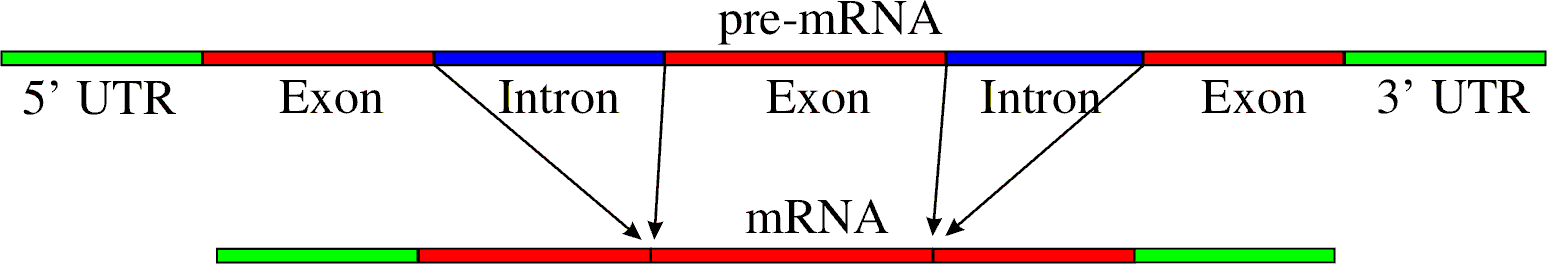
Схема сплайсингу, в процесі якого пре-мРНК редагується в зрілу мРНК. Зелений — нетрансльовані ділянки (UnTranslated Regions, UTR), синій — інтрони, червоний — трансльовані (ділянки, що кодують білок).

Сплайсинг — це процес, при якому з мРНК видалаються інтрони — послідовності нуклеотидів, що не кодують білок; залишаються лише екзони — ділянки послідовностей нуклеотидів ДНК, що кодують певний білок. Іноді пре-мРНК можуть бути сполучені різними способами, дозволяючи одному гену кодувати декілька білків. Цей процес називається альтернативним сплайсінгом. Сплайсінг зазвичай проводиться РНК-білковим комплексом, що називається сплайсосома, але деякі молекули мРНК також можуть каталізувати сплайсінг (див. рибозими).

#### Транспорт
Інша відмінність між еукаріотами і прокаріотами — транспорт мРНК. Через те, що еукаріотична транскрипція і трансляція просторово розділені, еукаріотичні мРНК повинні бути виведені з ядра в цитоплазму. Зрілі мРНК розпізнаються за наявністю модифікацій і покидають ядро через ядерні пори, в цитоплазмі мРНК утворюють нуклеопротеїдні комплекси — інформосоми, у складі яких транспортуються до рибосом.

### Трансляція
Оскільки прокаріотичні мРНК не потребують процесингу і транспортування, трансляція рибосомою може початися негайно після транскрипції. Отже, трансляція у прокаріот у більшості випадків суміщена з транскрипцією і відбувається ко-транскрипційно.
Еукаріотична мРНК повинна бути оброблена і доставлена з ядра в цитоплазму, і лише тоді може бути трансльована рибосомою. Трансляція може відбуватися як на рибосомах, що знаходяться в цитоплазмі у вільному стані, так і на рибосомах, що асоціюються із стінками ендоплазматичного ретикулума. Таким чином, у еукаріотів трансляція ніколи не суміщена безпосередньо з транскрипцією.

### Регуляція трансляції
Оскільки у прокаріотів транскрипція зазвичай суміщена з трансляцією, прокаріотична клітина може швидко реагувати на зміни в навколишньому середовищі шляхом синтезу нових білків, тобто регуляція відбувається, в основному, на рівні транскрипції. У еукаріотів через необхідність редагування і транспорту мРНК, відповідь на зовнішні стимули займає більше часу. Тому їхній синтез білків також інтенсивно регулюється і на пост-транскрипційному рівні. Не всяка зріла мРНК транслюється або транслюється на різному рівні, якраз через ці механізми регуляції експресії білків, наприклад РНК-інтерференція.

### Деградація
Після деякого часу, що визначається її нуклеотидною послідовністю, зокрема, довжиною поліаденінової ділянки на 3'-кінці молекули, мРНК руйнується на нуклеотиди, з яких вона збудована, за участю РНКаз. Як правило, руйнування починається з видалення кепа на 5'-кінці, поліаденінового хвоста на 3'-кінці і потім екзонуклеази одночасно руйнують мРНК в 5' -> 3' і 3' -> 5' напрямках. мРНК, в якій сигнал завершення синтезу білка, стоп-кодон, в результаті помилки транскрипції знаходиться в середині кодуючої послідовності, схильна до особливої швидкої форми деградації, НМД (nonsense-mediated decay), що проходить через зв'язування багатих на AU мотивів із специфічними білками.

## Будова зрілої мРНК

Схема будови зрілої мРНК людини

Зріла мРНК складається з кількох ділянок, що розрізняються за функціями: «5' кеп», 5' нетрансльована область, кодуюча (трансльована) область, 3' нетрансльована область і 3' поліаденіновий «хвіст».

### 5' Кеп
5' кеп (або кап) (від англ. cap — шапочка) — це модифікований гуаніновий нуклеотид, який додається на 5' (передній) кінець незрілої мРНК. Ця модифікація дуже важлива для пізнавання мРНК при ініциації трансляції, а також для захисту від 5’-нуклеаз — ферментів, що руйнують ланцюжки нуклеїнових кислот з незахищеним 5'-кінцем.

### Кодуючі області
Кодуючі області складаються з кодонів — послідовностей з трьох нуклеотідов, що слідують безпосередньо одна за одною, кожна з яких відповідає в генетичному коді певній амінокислоті або початку і кінцю синтезу білка. Кодуючі області починаються із старт-кодона і закінчуються одним з можливих стоп-кодонів. Зчитування послідовності кодонів і збірка на її основі послідовності амінокислот молекули білка, що синтезується, здійснюється рибосомами за участю транспортних РНК в процесі трансляції. На додаток до кодування білків, частини кодуючих областей можуть служити управляючими послідовностями. Наприклад, вторинна структура РНК в деяких випадках визначає результат трансляції.

### Моноцистронна і поліцистронна мРНК
мРНК називають моноцистронною, якщо вона містить інформацію, необхідну для трансляції тільки одного білка (один цистрон). Поліцистронна мРНК кодує декілька білків. Гени (цистрони) в такій мРНК розділені інтергенними, некодуючими послідовностями. Поліцистронні мРНК характерні для прокаріотів і вірусів, у еукаріотів більша частина мРНК є моноцистронними.

### Нетрансльовані області
Нетрансльовані області — ділянки РНК, розташовані до старт-кодона і після стоп-кодона, які не кодують білок. Вони називаються 5'-нетрансльованою областю і 3'-нетрансльованою областю, відповідно. Ці області транскрибуются у складі того ж самого транскрипту, що і кодуюча ділянка. Нетрансльовані області мають кілька функцій в життєвому циклі мРНК, включаючи регуляцію стабільності мРНК, локалізації мРНК і ефективності трансляції. Стабільність мРНК може контролюватися 5'- і/або 3'-область через різну чутливість до ферментів, які відповідають за деградацію РНК — РНКаз і регуляторних білків, які прискорюють або уповільнюють деградацію.

### 3' поліаденіновий хвіст
Довга (часто декілька сотень нуклеотидів) послідовність аденінових основ, присутня на 3' «хвості» мРНК еукаріотів, синтезується ферментом поліаденілат-полімеразою. У вищих еукаріотів полі-А-хвіст додається до транскрибованної РНК, яка містить специфічну послідовність, AAUAAA. Важливість цієї послідовності можна побачити на прикладі мутації в гені людського 2-глобіну, яка змінює AAUAAA на AAUAAG, що приводить до недостатньої кількості глобіну в організмі.

## Вторинна структура

«Стебло-петля» — елемент вторинної структури мРНК, схематичне зображення

«Псевдовузол» — елемент вторинної структури мРНК, схематичне зображення

Окрім первинної структури (послідовності нуклеотидів), мРНК характеризується і вторинною структурою. На відміну від ДНК, вторинна структура якої заснована на міжмолекулярних взаємодіях (подвійна спіраль ДНК утворена двома лінійними молекулами, сполученими одна з одною на всій довжині водневими зв'язками), вторинна структура мРНК заснована на внутрішньомолекулярних взаємодіях (лінійна молекула «складається», і водневі зв'язки виникають між різними ділянками однієї і тієї ж молекули).
Прикладами вторинної структури можуть служити стебло-петля і псевдовузол.
Вторинні структури в мРНК служать для регуляції трансляції. Наприклад, вставка в білки нестандартних амінокислот, селенометіоніну і пірролізину залежить від стебла-петлі, розташованою в 3'-нетрансльованій області. Псевдовузли служать для програмованої зміни рамки зчитування генів.
У вірусних мРНК складні вторинні структури (IRES) направляють трансляцію, не залежну від розпізнавання кепа і факторів ініціації трансляції.